# Sede de la Prefectura de la Guayana Francesa
La Prefectura de la Guayana Francesa o la Antigua Prefectura de Cayena (en francés: Hôtel de préfecture de la Guyane) es un edificio situado en Cayena. Sirve como la prefectura del departamento de Guayana Francesa (Guyane) un territorio de Francia en norte de América del Sur.
El edificio fue construido entre 1749 y 1752 como un convento de jesuitas. A principios del siglo XIX, el gobierno lo convirtió en un edificio del gobierno y en la sede de la prefectura en 1947. En 1762, la prohibición de los jesuitas en Francia se aplicó en las colonias y unos años más tarde, los misioneros se vieron obligados a abandonar su hermoso edificio en la colonia .